# 192 aC
El 192 aC va ser un any del calendari romà prejulià. Durant la República i l'Imperi Romà, era conegut com a any del consolat de Flaminí i Ahenobarb (o també any 562 ab urbe condita o de la fundació de la ciutat). L'ús del nom «192 aC» per referir-se a aquest any es remunta a l'alta edat mitjana, quan el sistema Anno Domini va ser el mètode de numeració dels anys més comú a Europa.

## Esdeveniments

### Àsia Menor
- Antíoc III, rei selèucida, estableix una aliança amb la Lliga Etòlia, per fer front a la pujança de Roma. Inici de la Guerra Romano-Síria. Antíoc III condueix un exèrcit a través de l'Hel·lespont amb l'objectiu d'«alliberar-lo» de l'opressió romana. Antíoc i Etòlia fracassen en l'intent d'unir la seva coalició a Filip V i a la Lliga Aquea.[2]

### Antiga Grècia
- Nabis, tirà d'Esparta fa una crida d'assistència militar a Etòlia a causa del seu progressiu debilitament. Els etolis envien un destacament de 1.000 genets, que quan arriben a territori espartà, assassinen Nabis i intenten sense èxit prendre el control del territori.[3]
- Alexamen, estrateg de la Lliga Etòlia, dirigeix les forces del seu país per ocupar Lacedemònia en l'anomenada Guerra contra Nabis. Mata Nabis, però els espartans es revolten i maten Alexamen i a bona part dels seus soldats.[4][5]

### Antiga Roma
- Aquest any són elegits cònsols Luci Quinti Flaminí i Gneu Domici Ahenobarb.[6]
- Flaminí rep la Gàl·lia com a província. De camí és atacat pels lígurs prop de Pisa, però els derrota i en mata nou mil. Assetja el camp lígur, però s'escapen de nit i l'endemà els romans ocupen sense lluita un camp buit. Flaminí avança cap al territori dels bois que assola en part.[7]
- Ahenobarb és enviat pel Senat contra els bois als que derrota. Es queda al territori dels bois fins a l'any següent (191 aC) quan arriba el nou cònsol Publi Corneli Escipió Nasica.[8]

### Hispània
- Marc Fulvi Nobílior, pretor a l'Hispània Ulterior, s'enfronta a un exèrcit dels vetons que l'ataquen mentre assetja la ciutat de Toletum, capital dels carpetans, i els rebutja. Finalment ocupa la ciutat, que es menciona per primera vegada a la història.[9]

## Necrològiques
- Nabis, tirà d'Esparta, per l'atac de la Lliga Etòlia, dirigit per Alexamen, que també mor per una rebel·lió dels lacedemonis.[5]
- Aristòmenes d'Acarnània, és un oficial d'Agàtocles, el regent d'Egipte durant la minoria d'edat de Ptolemeu V Epífanes. Quan Ptolemeu és rei, Aristòmenes mostra la seva eficàcia i du a terme una gestió molt ben acceptada pel poble. Ptolemeu, al veure la seva popularitat, ordena que se suïcidi o el mana matar.[10]